# Автаркия
Автаркията (от гръцки: αὐτάρκεια – „самодостатъчност“) е икономическа система, при която търговските връзки с външния свят са силно ограничени или не съществуват. Такава политика е следвана от някои европейски държави през 17-18 век и от Япония до средата на 19 век. Правителството на Италия обявява страната за автаркия след наложеното през 1935 г. търговско ембарго, въпреки че търговията с Германия и други страни не отслабва. В наши дни най-автаркичната икономическа система е тази на Северна Корея, макар че и тя запазва известни търговски връзки с Китай и Япония. При империализма се използва за заграбване на чужди страни под предлог за създаване на особено „пространство“. Осъществява се чрез високи мита, валутни и стокови ограничения и др.